# Forum Uczelni Technicznych
Forum Uczelni Technicznych – komisja branżowa Parlamentu Studentów Rzeczypospolitej Polskiej składająca się z samorządów studenckich polskich uczelni technicznych. Zadaniem Forum jest m.in. rozwijanie współpracy i umacnianie więzi między studentami uczelni technicznych, wspieranie ich działania oraz rozwoju. Dodatkowo zajmuje się też między innymi wypracowywaniem i obroną wspólnego stanowiska Samorządów Studenckich Uczelni Technicznych, szczególnie w kwestiach zmian prawnych na szczeblu krajowym.

## Działania
Komisja Branżowa, jaką jest Forum Uczelni Technicznych, realizuje szereg działań na przestrzeni roku. Zajmuje się m.in. zgłaszaniem do odpowiednich struktur rządowych uwag dotyczących projektów mających wpływ na środowisko akademickie, realizacją działań projektowych, takich jak organizacja obozu szkoleniowego dla działaczy samorządowych POLIGON, czy też ogólnopolskiego konkursu dla kół naukowych KoKoN. Podstawą bieżących działań są Sesje Robocze, które się odbywają się około 5 razy do roku. Zazwyczaj dotykają one wybranych tematyk, związanych z bieżącymi działaniami samorządów studenckich.

## Władze Statutowe Forum Uczelni Technicznych

### Prezydium Forum Uczelni Technicznych[5]

#### Zadania
- reprezentowanie interesów studentów polskich uczelni technicznych,
- wykonywanie uchwał Zjazdu,
- prowadzenie bieżących spraw Forum, podejmowanie decyzji w okresie pomiędzy Sesjami, w granicach określonych Statutem,
- merytoryczny nadzór nad organizacją Sesji, opiniowanie projektów aktów prawnych dotyczących środowiska studenckiego uczelni technicznych, przygotowanie projektów uchwał dotyczących Forum dla PSRP oraz dla Rady Studentów PSRP, organizowanie i propagowanie różnych form współpracy między studentami uczelni technicznych, powoływanie zespołów roboczych oraz osób pełniących funkcje niewymienione Statucie.

## Skład Forum Uczelni Technicznych

### Rada Główna FUT
Radę Główną FUT tworzy 31 samorządów studenckich uczelni zrzeszonych w Konferencji Rektorów Polskich Uczelni Technicznych. Samorządy wchodzące w skład Rady Głównej Forum posiadają po jednym mandacie z czynnym i biernym prawem wyborczym. W jej skład wchodzą:
- Akademia Górniczo-Hutnicza im. Stanisława Staszica w Krakowie,
- Akademia Marynarki Wojennej im. Bohaterów Westerplatte w Gdyni,
- Akademia Pożarnicza w Warszawie,
- Akademia Wojsk Lądowych im. gen. Tadeusza Kościuszki,
- Lotnicza Akademia Wojskowa,
- Politechnika Białostocka,
- Politechnika Bydgoska im. Jana i Jędrzeja Śniadeckich,
- Politechnika Częstochowska,
- Politechnika Gdańska,
- Politechnika Koszalińska,
- Politechnika Krakowska im. Tadeusza Kościuszki,
- Politechnika Lubelska,
- Politechnika Łódzka,
- Politechnika Morska w Szczecinie,
- Politechnika Opolska,
- Politechnika Poznańska,
- Politechnika Rzeszowska im. Ignacego Łukasiewicza,
- Politechnika Śląska w Gliwicach,
- Politechnika Świętokrzyska w Kielcach,
- Politechnika Warszawska,
- Politechnika Wrocławska,
- Uniwersytet Bielsko-Bialski,
- Uniwersytet Ekonomiczny w Katowicach,
- Uniwersytet Morski w Gdyni,
- Uniwersytet Radomski im. Kazimierza Pułaskiego,
- Uniwersytet Warmińsko-Mazurski w Olsztynie,
- Uniwersytet Rolniczy im. Hugona Kołłątaja w Krakowie,
- Uniwersytet Przyrodniczy w Poznaniu,
- Uniwersytet Zielonogórski,
- Wojskowa Akademia Techniczna w Warszawie,
- Zachodniopomorski Uniwersytet Technologiczny w Szczecinie.

## Historia Forum Uczelni Technicznych

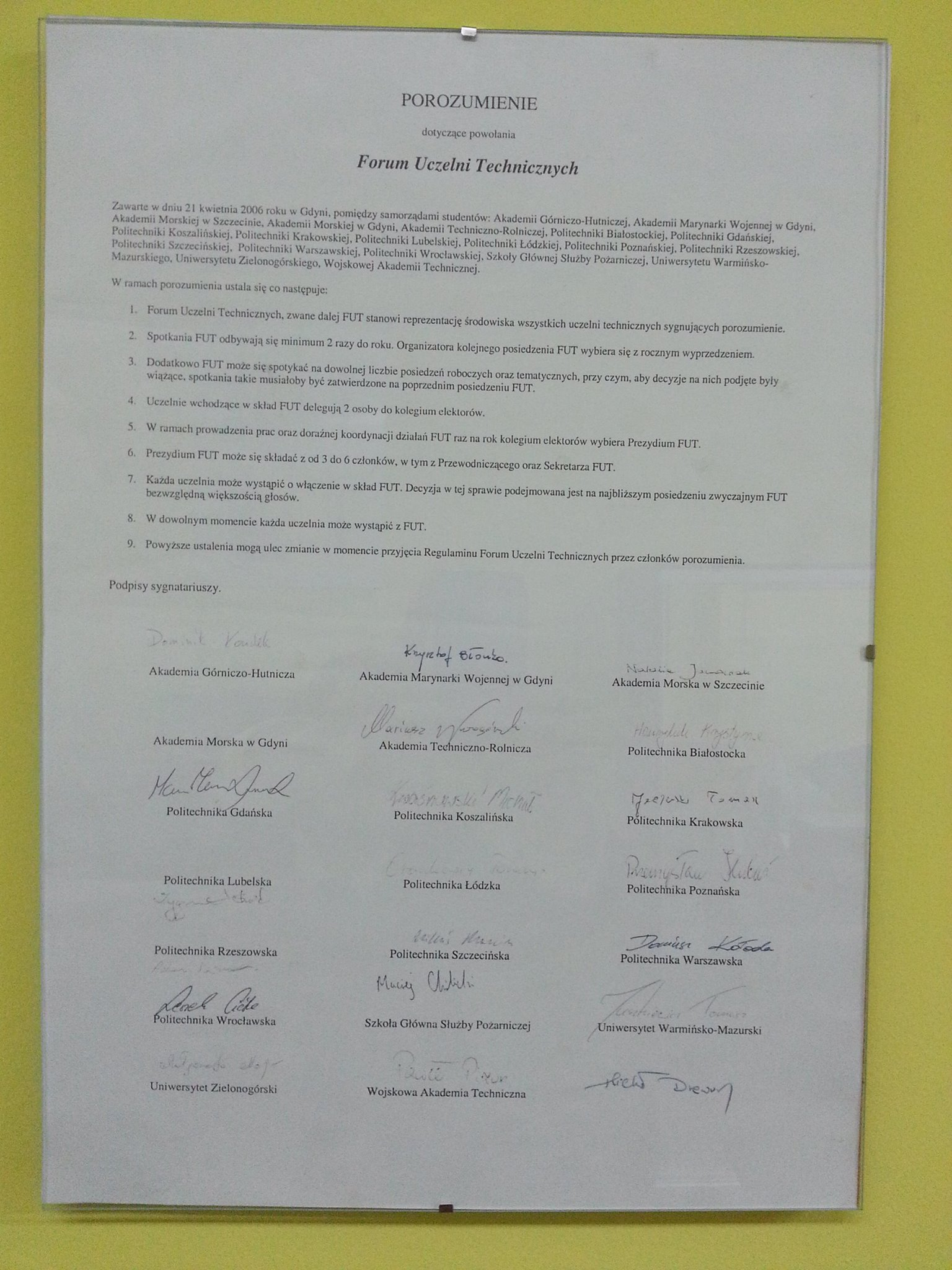
Dokument założycielski Forum Uczelni Technicznych

### Rada Stowarzyszonych FUT
Radę Stowarzyszonych FUT stanowią pozostałe zrzeszone samorządy studenckie. Rada Stowarzyszonych jest organem doradczo-opiniującym. Samorządy wchodzące w jej skład nie posiadają praw wyborczych i nie są wliczane do kworum. Obecnie w jej skład wchodzi:
- Szkoła Główna Gospodarstwa Wiejskiego w Warszawie,
- Uniwersytet Przyrodniczy we Wrocławiu.

## Historia Forum Uczelni Technicznych[6]

### Założenie
Forum Uczelni Technicznych powstało w wyniku porozumienia podpisanego przez 20 uczelni dnia 21 kwietnia 2006 roku w Trójmieście.